# 首都红卫兵纠察队西城分队

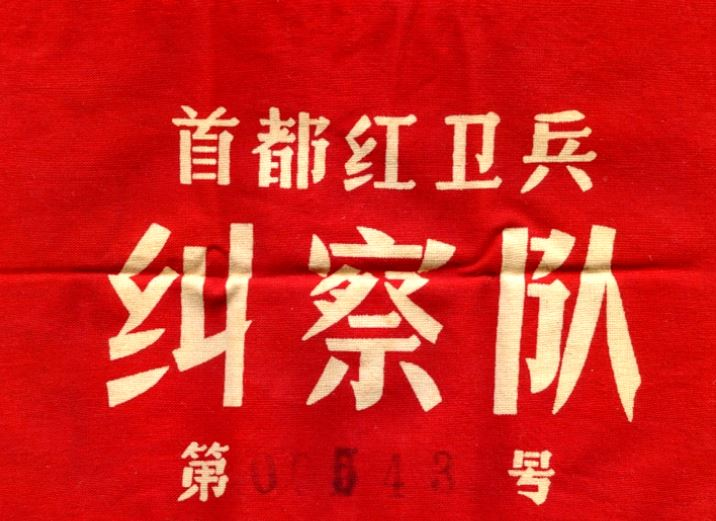
首都红卫兵纠察队西城分队所使用的大红袖章。1966年8月31日毛泽东接见红卫兵时，林彪、周恩来、叶剑英、江青等人戴上了这样的袖章。

首都红卫兵纠察队西城分队（简称“西纠”）是文化大革命初期的一个北京中学生红卫兵组织，在派别上属于“老红卫兵”或“保守派”。

## 简介
“西纠”成立于1966年8月25日，是由当时北京市西城区的中学红卫兵组成的联合组织，由北京四中、六中、八中的一些高干子弟发起。根据其《成立宣言》，创始成员包括北师大女附中、北京三中、女一中、女三中等31所中学的红卫兵组织，后来又有19所中学加入。
“西纠”主要活跃于1966年8月至10月间，奉行“保皇派”斗争策略，在红卫兵中和社会上有较大的影响力。1966年10月后，以陈伯达、江青为首的中央文革小组开始批评“西纠”，此后“西纠”仍继续活动，但影响力大不如前。1966年12月，“西纠”被取缔，领导人物孔丹被抓捕，之后部分成员加入“联动”。1967年1月，“联动”被强制解散，成员遭受逮捕、批判。
1984年，中共中央组织部、公安部、共青团中央下发《关于《联动》、《西纠》彻底平反通知》，“西纠”成员平反，恢复名誉。

## 前奏：四、六、八学潮
1960年代的北京四中、六中、八中（三所男校）和师大女附中、女一中、女三中（三所女校）是当时北京较好的高中，位置均在西城区，靠近中央部委及军队大院。有大量的“革干”、“革军”子女和平民精英在其中就读。
1964年的社教运动中，毛泽东在和毛远新的谈话中批评了教育领域注重分数、不讲实践、不学阶级斗争等问题。当年秋季，四、六、八中的干部子弟得知后开始闹“学潮”，批评学校领导，在班级内“夺权”。六中的一些干部子弟给中宣部写信反映“学校不贯彻阶级路线”，12月20日，四中的一些干部子弟也给中宣部部长陆定一和北京市委书记彭真写信，称：
- 学校的阶级路线存在问题，出身不好的干部、教师重点培养出身不好的学生，排斥干部子弟；
- 学校忽视政治教育，重视分数，培养学生走“白专”道路；
- 应响应伟大领袖毛主席的号召，开展阶级斗争，在学校搞教育革命。

12月27日左右，北京市委文教书记张文松和北京市委书记处书记万里先后出面接见这些高干子弟，万里批评他们“不要党的领导，搞非组织活动”、“你们说红2分比白5分好，我看还是白5分好”。12月28日，北京市委派出由市教育局局长李晨为首的工作组进驻四中。此前的11月18日，经康生批示，由中宣部派出的以团中央书记杨海波为首的工作组已经进驻六中。
北京市委工作组进驻四中后，将斗争目标转向“反动学生”，借以平息高干子弟的不满。工作组最终于1965年8月认定“……领导核心没烂，但是缺点错误还是比较严重的”，四中原校长解才民被调离，由工作组副组长杨滨接任:84；中宣部派驻六中的工作组则发动师生批判学校领导和校长，书记王一静、副书记李雁书、团委书记伍继广被打为“反党集团”。
一些高干子弟在运动过程中受到批评，被要求检讨，但并未受到实质性的处分。四中参与写信给中宣部、北京市委的苏承德（苏振华之子）、宋扬之（宋之光之子）被保送至中央党校青训班深造。与此同时，学校的领导唯恐在阶级路线上犯右倾错误，许多出身“黑五类”的学生更加难以进入大学就读。
这些中学的社教运动被认为是文革的预演，高干子弟的优越感（血统论）、他们之间打破班级界线的小组织活动（红卫兵）、对领导、老师、同学的批斗，都可以在后来的文革中找到对应。

## 领导人员
“西纠”早期的主要领导人物为:64：
司令：孔丹（孔原之子，北京四中）
副司令：陈小鲁（陈毅之子，北京八中），董良翮（董必武之子，北京六中）
宣传部长：秦晓（秦力生之子，北京四中）
作战部长：王向荣（北京四中）
后勤部长：赵胜利（北京四中）

## 成立
1966年8月18日，毛泽东第一次在天安门城楼上接见红卫兵，北京中学的红卫兵运动受到最高领袖的支持。毛泽东对红卫兵代表宋彬彬所说的：“要武嘛”，以及8月21日发布的《总参谋部、总政治部关于绝对不许动用部队武装镇压革命学生运动的规定》、8月22日发布的《中共中央同意公安部关于严禁出动警察镇压革命学生运动的规定》使得《十六条》规定的“要文斗不要武斗”政策失去约束力。“破四旧”以及批斗“黑五类”的暴力抄家行动进入高潮，史称“红八月”。中学红卫兵在街道、派出所的协助下四面出击，对各种批斗对象进行抄家、殴打、游街等暴力行为，造成至少上千人死亡。同时，外地红卫兵纷纷进京串联，致使北京市的秩序更加混乱。
“西纠”的成立背后有国务院总理周恩来通过当时的国务院秘书长周荣鑫、副秘书长许明、雍文涛和北京卫戍区的支持，意在通过红卫兵纠察队维护当时已经出现混乱的秩序:68-69,87。据“西纠”发起人陈小鲁回忆，1966年8月20日后，北京的红卫兵将苏联驻华大使馆门前的“扬威路”改为“反修路”，每天十几万人在使馆前游行示威。周恩来担心红卫兵冲击苏联大使馆，造成国际事件，于是向主持“更名运动”的红卫兵联络站做出指示：“中学红卫兵是一盘散沙，不知道谁是头儿，找不着头儿，也管不起来，有些精神也传不下去。所以主持这次‘更名’活动的红卫兵联络站不能解散，是不是可以变成一个常设机构？”八中的红卫兵返回后告知陈小鲁。陈小鲁因此察觉到周恩来的态度：应该有一个可以把中学红卫兵联络起来的组织，而中央则希望能和中学生红卫兵建立直接的联系。此后陈小鲁开始和北京四中、六中的的高干子弟联络，提议成立红卫兵纠察队，西城区其他的一些中学对此提议也十分响应。
8月25日晚，北京西城区31所中学的红卫兵负责人在北师大女附中召开会议（亦有说法是在九三学社），成立了“首都红卫兵纠察队西城分队”，并发表了成立宣言。“西纠”初期总部设在九三学社（西四颁赏胡同4号），当时各民主党派已经被八中红卫兵勒令解散。“西纠”设有两个纠察连，一个由北京四中红卫兵组成，连长孔栋（孔丹之弟），指导员徐文连（徐海东之子），另一个由北师大女附中红卫兵组成，成员包括邓榕（邓小平之女）:64。

## 组织行动
“西纠”成立前后，外地来京串联的学生很多，北京火车站秩序十分混乱。周恩来召集铁道部、国务院办公厅开会，让孔丹、陈小鲁、董良翮也参加。会上周训斥了铁道部副部长武竞天，并对西纠做出指示：“现在看来，警察不行了，部队也不行，都不行，都管不住了。只有靠你们红卫兵了”:73。“西纠”于是组织几百人前往北京火车站，帮助维持秩序。

1966年8月31日毛泽东乘吉普车接见红卫兵，身旁林彪、贺龙左臂佩戴西纠的袖章。

1966年8月31日，“西纠”、北京卫戍区、公安部一起承担毛泽东第二次接见红卫兵时在天安门广场的保卫工作，同时周恩来点名要“西纠”派十五名成员上天安门城楼参加接见活动。当天毛泽东与其他党和国家领导人分乘敞篷汽车绕天安门广场一周，车队进入天安门广场后，在人群中间缓缓而行，毛泽东不时向人们招手致意。原本席地而坐的红卫兵见到后，情绪激动，手中挥舞着《毛主席语录》，不停呼喊“毛主席万岁”。后面的人为了更真切地看到毛泽东，拼命往起跳，往前拥。毛泽东乘坐的北京212吉普车及周恩来等人乘坐的吉普车被红卫兵围住，困在金水桥前。谢富治、傅崇碧下车来维持秩序，担任警卫的部队手挽着手，组成一道人墙，竭尽全力顶住人潮。但谢和傅不敢暴力对待红卫兵，车队长时间无法前进。之后，“西纠”纠察队员参与维持秩序，挥舞皮带，连抽带打地打出了一条路，让毛泽东等人所乘车辆开过:70。在天安门城楼上，“西纠”代表孔丹、陈小鲁等给江青、周恩来、林彪、叶剑英及其他元帅带上了“西纠”的大号红袖章，但给毛泽东戴“西纠”袖章的行为被周恩来制止。叶剑英表示支持“西纠”，并询问是否需要帮助:71-72。
周荣鑫、许明了解情况后指派国务院机关事务管理局副局长李梦夫负责协调“西纠”的后勤工作，李梦夫为“西纠”提供车辆、被褥、印刷、经费等帮助，并为“西纠”安排办公地点:72。约9月10日:174，‘西纠’总部迁至育翔小学（当时为北京市教育局的仓库）。
1966年9-10月间，“西纠”继续通过周荣鑫、许明接受周恩来的指示，参与保护一批受到红卫兵批斗抄家的人员，包括溥仪、十世班禅、程砚秋遗孀果素瑛、刘诗昆，何长工，赵尔陆，余秋里等人:75,79。“西纠”的“保皇派”行为获得了叶剑英、陶铸、王任重、曹荻秋等人以及被“造反派”红卫兵冲击干部的支持。
9月15日，毛泽东第三次接见红卫兵，“西纠”在金水桥参与保卫工作:64。10月1日，国庆金水桥前标兵原由“三司”担任，后在陶铸和北京卫戌司令部安排下全部换上“西纠”。

## 宣传影响
“西纠”主要通过“通令”来发挥其在红卫兵中和社会上的影响力，前期共发布了十个“通令”。大部分的通令由北京四中的李三友起草，秦晓起草了两个通令。
| 编号         | 主题                                           | 发布日期   |
| ------------ | ---------------------------------------------- | ---------- |
| 第一号通令   | 撤销毛主席著作和肖像的销售禁令                 | 1966-08-26 |
| 第二号通令   | 不得拦截首长汽车、搜查首长宿舍                 | 1966-08-26 |
| 第三号通令   | 关于目前存在的一些问题的八点意见               | 1966-08-27 |
| 第四号通令   | 关于对地、富、反、坏、右、资的家进行查抄的意见 | 1966-08-29 |
| 第五号通令   | 关于用文斗不用武斗的意见                       | 1966-09-03 |
| 第六号通令   | 关于文斗问题的补充说明                         | 1966-09-09 |
| 第七号通令   | 关于驱除地、富、反、坏离京的意见               | 1966-09-09 |
| 第八号通令   | 关于第六、七号通令的补充和说明                 | 1966-09-11 |
| 第九号通令   | 关于“十一”接待外宾工作的意见                   | 1966-09-14 |
| 第十号通令   | 关于迎接外地同学来京进行革命串联的意见         | 1966-09-14 |
| 第十一号通令 | 关于首都红卫兵前往各地革命大串联的意见         | 1966-10-06 |

通令的主要内容是强调红卫兵要在领导组织下进行革命活动，不要武斗，遵守《十六条》和组织纪律，保护老干部。但同时也有驱逐黑五类离京、对“黑五类”表示“打了就打了，游了就游了，赶了就赶了，没有什么了不起的！”等宣扬暴力的内容。
据西纠成员王向荣回忆:183，反对武斗的第六、七号通令发出后，西纠遭到许多狂热红卫兵的批判：“‘西纠’是红卫兵的叛徒，长了地富反坏右的威风，灭了革命造反派的志气，‘狗崽子’要翻天了等等。那几天我们‘西纠’总部的电话都要打爆了，骂声不绝。”后才有宣扬暴力的第八号通令。
北京和外地的一些党政机关曾大量翻印“西纠”通令张贴公布，广为宣传。北京许多机关、团体和干部、群众纷纷要求“西纠”出面解决红卫兵造反带来的各种问题。
之后有第十一、十二、十三号通令，但因“西纠”已经受到批判，传播范围较窄。

## 暴力活动和血统论
“西纠”虽然发布了反对武斗的通令，部分成员如北京四中的孔丹、周坚、赵胜利等人在本校学生批斗老师时起到了保护作用:51-55。但很多“西纠”成员本身就是“红八月”武斗的参与者，普遍信奉“老子英雄儿好汉，老子反动儿混蛋”的血统论，对“黑五类”分子进行殴打、监禁、抄家、杀害等暴力活动。据西城区“文化革命委员会”办公室当时的粗略统计，自8月22日至9月4日，全区被抄家7954户，打死315人，被迫自杀死亡252人，被遣送农村和外迁10686人，有18738户迫于政治压力向政府申请交出私房。 

### 西城区中学红卫兵的暴行
8月5日，师大女附中副校长卞仲耘被该校女生打死，有说法称打人者包括邓榕，刘亭。
8月19日，经陈小鲁提议，四中、六中、八中的红卫兵共同组织了在中山公园音乐堂举行的“斗争会”，这是一场为1965年社教运动中四、六、八学潮翻案的大会，批斗北京市委教育部部长张文松、市教育局长李晨、市教育局原局长孙国梁、副局长韩作黎、西城区委教育部负责人侯维成、杨荣梅、北京团市委副书记汪家镠、原八中校长温寒江、四中校长杨滨、六中校长朱吟宜等人。四中红卫兵刘辉宣等人:51用皮带殴打被批斗人员，李晨头破血流，孙国梁被打断了几根肋骨。
8月23日，八二三事件，北京女八中红卫兵冲击北京市文联，老舍与30多位作家、艺术家一道被挂上“走资派”、“牛鬼蛇神”、“反动文人”牌子，押至北京孔庙大成门前，被押着向焚毁京剧服装、道具的大火下跪，惨遭侮辱、毒打。血流满面、遍体鳞伤的老舍被押回北京市文联，又因还手“对抗红卫兵”而被加挂“现行反革命”牌子，遭到残酷殴打。8月24日深夜，老舍于太平湖畔跳湖自尽，终年67岁。 
8月20日~25日，八中党支部书记华锦，女三中党支部书记兼校长沙坪被红卫兵揪斗、折磨、毒打致死。8月25日，师大二附中党支部书记姜培良、老师靳正宇以及一个学生的母亲樊希曼被中学红卫兵打死。8月27日，退休会计孙启坤被三十一中和女八中的红卫兵打死在弟弟家中。8月28日，西城区大红罗厂南巷20号的李秀蓉老太太一家五口被三十八中红卫兵抄家殴打，外孙子黄瑞五、外孙女黄炜班、老佣人被当场打死，两天后李秀蓉的女儿陈玉润也死去，几天后李秀蓉也受惊吓而死。同日，半导体研究所工人李丛贞因劝阻师大二附中红卫兵殴打邻居朱广相，被毒打致死。
8月，北京六中的工作组撤离后，六中红卫兵在音乐教室设立“劳改所”，监禁批斗对象，劳改所内有木枪、长棍、弹簧、尼龙绳、鞭子等刑具，墙上有红色油漆和人血涂写的大字：“红色恐怖万岁！”。 劳改所先后关押几十人，使用酷刑毒打。9月27日，六中高三学生王光华在六中“劳改所”内被打死。10月3日，六中退休工人徐沛田在六中“劳改所”内被打死。
10月6日，北京四中地理教师汪含英，被剃了“阴阳头”和抄家后，和她的丈夫苏庭伍，北京女一中的数学教师，一起在北京郊区香山服杀虫剂“敌敌畏”自杀。

## 与“造反派”红卫兵的冲突

### 地质“东方红”
1966年9月5日，造反派红卫兵地质“东方红”一千余人开进地质部，二次揪斗地质部副部长邹家尤（此前曾担任地质部派驻地质学院工作组组长），邹家尤已去地院接受批判，一些红卫兵滞留地质部，静坐、贴大字报、强行冲击地质部机关、肆意翻查、取走机密文件。
9月7日，“西纠”人员到达地质部，要求地院“东方红”撤走，“东方红”拒绝，双方发生武斗，“西纠”抓了“东方红”8个人。当天，许明打电话给孔丹要求西纠撤离，不得与“东方红”发生冲突。“西纠”撤离地质部，次日将被抓的“东方红”成员释放。事后双方都引发了大量传单，对对方表示抗议。

### 北航“红旗”
9月下旬，“西纠”为保国防科委局长赵如璋（此前曾担任国防科委派驻北航工作组组长），与毛泽东、陈伯达、江青等支持的造反派红卫兵北航“红旗”发生冲突。“西纠”一百余人乘坐两辆大卡车，闯入国防科委附近的北航驻地，要求北航“红旗”撤走，北航“红旗”拒绝，后“西纠”撤离。9月23日，国防科委交出赵如璋。

## 覆灭
“西纠”与“造反派”红卫兵的冲突，体现了周恩来、陶铸、王任重等保守派领导干部与毛泽东、陈伯达、江青之间的冲突，最终冲突演变为“批判资产阶级反动路线”运动。“造反派”红卫兵得势的同时，“西纠”也逐渐受到批判。
1966年9月18日至20日，由江青、陈伯达策划，张春桥主持，王力、关锋、戚本禹、姚文元参加的“北京大专院校部分师生座谈会”召开，清华、北师大、北京地质学院等高等院校的红卫兵和群众代表参加了座谈。会上，蒯大富、王大宾等人的发言火药味很浓，有中央文革事先交底，他们提出文化大革命中存在一条“右倾机会主义路线”，周恩来在 “搞调和”，“把右倾机会主义路线保了一下”。他们“怀疑现在是否还有一个暗中与党中央、毛主席对抗的司令部”。张春桥把这类发言集中起来，印成材料，由江青向上呈送毛泽东。
9月25日，陈伯达在接见外地红卫兵时，提出高级干部子女把持领导权对运动不利，并以个人名义建议：高级干部子女在文化大革命运动中占有领导岗位的，应该让出来，让普通的工农子弟领导文化大革命。孔丹、董良翮、陈小鲁等人遂“辞职”前往各地串联:79:186。
10月6日，康生、谢富治、杨成武与北航“红旗”代表谈话，谈及北航“红旗”和西纠的冲突时，杨成武表示：“西城区纠察队精神可嘉，要用毛泽东思想教育他们。”10月9日-28日，中共中央召开了主题为“批判资产阶级反动路线”的工作会议，10月16日，陈伯达批判了“血统论”，10月26日，周恩来在讲话中做了自我检查：“路线斗争是文革小组与少数派谈话后提出来的，我未预见，有掉队危险”。
11月19日，陈伯达、关锋、王力、戚本禹等人来到六中，批评了“西纠”成员设立“劳改所”的行为，11月21日，陈伯达、吴德再次来到六中，解散了“劳改所”。
12月3日，周恩来在接见北京外语学院少数派师生谈话时说：“纠察队好像是管红卫兵的，我建议取消。”
12月5日，首都中学红卫兵联合行动委员会正式宣告成立。联动的主要领导成员是首都红卫兵纠察队海淀分队（“海纠”）的老红卫兵，总部设在北大附中。
12月9日，周恩来在对首都高校红卫兵的讲话中说：“西城区纠察队以前有些成绩，但骄傲起来，犯了错误。我不是下结论。……你们保老干部太多。地质部你们去保护，你们上当了，是工作组邹家尤找去的。地质“东方红”的同学对小弟弟，小妹妹要原谅他们，他们受了骗，何长工之流倚老卖老，把你们出卖了。……你们的通令我初翻了一下，有些话是错误的。你们（西城区纠察队）要好好整风，不要盛气凌人。”
12月16日，在“北京市中学批判资产阶级反动路线大会”上，江青批判“纠察队有一小撮执行资产阶级反动路线的小家伙”，并点名批判王任重、周荣鑫、雍文涛、孔原、许明。周恩来讲话表示：“把这一小撮犯错误、 犯罪的孩子逮捕起来，教育他们，树立你们革命左派的正气，使阶级的力量更加生长起来，更加发展起来，这就是这个阶段的最好的一个经验的总结了 ”。之后孔原被隔离审查，许明受到批斗。21日，许明服用安眠药自杀。23日许明身亡，孔丹被抓捕:91。
12月26日，西纠成员秦晓、王向荣、李三友、戴小明、张小刚、刘辉宣、计三猛等代表“西纠”参加联动组织的“破私立公誓师大会”，会上李三友、戴小明和张小刚发言，主张先承认错误。计三猛上台称：“我们不能以自己的境遇为出发点，一旦失宠就满腹牢骚……”遭到现场红卫兵的指责和谩骂:241。北大附中的项东平对刘辉宣说：“你们学校是怎么搞的，江青连刘主席都要打倒了，还检讨我们的错误？我们没有错误，是毛主席犯了错误。我们要彻底批判毛主席的错误路线！”秦晓也发言，表示："中央文革小组是新的资产阶级反动路线"。
1967年1月，“联动”被宣布为“反革命组织”，139名成员被抓捕。

## 释放与平反
1967年4月，北大附中“红旗战斗小组”成员彭小蒙给毛泽东写血书，表示“联动”分子成员忠于毛主席，不是反革命，只是对江青有意见。血书交汪春平（汪东兴之子）转送给毛泽东，毛泽东指示说：“不要写什么检查了，放他们出去革命嘛！”4月22日晚10点，周恩来、江青、康生、陈伯达、关锋、戚本禹等带着毛泽东的指示来到人民大会堂，接见被带来的“联动”分子，宣布他们获释，孔丹、董良翮等人也获释放。
1982年12月30日，中共中央发出《关于清理领导班子中“三种人”问题的通知》（中发(82)55号），开始清理三种人。
1984年2月23日，孔丹、董志雄写信给陈云，申诉文革早期的“老红卫兵”，如“西纠”、“东纠”不属于三种人。陈云批示同意：“孔丹同志的意见是对的，有关部门应当研究。这些红卫兵不属于“三种人”，其中好的还应是第三梯队的选拔对象”。胡耀邦、李先念亦同意。
1984年中共中央组织部、公安部、共青团中央联合下发《关于《联动》、《西纠》彻底平反通知》，西纠成员平反，恢复名誉。

## “西纠”活跃成员
| 北京四中     | 孔丹（孔原之子）、秦晓（秦力生之子）、李三友（李一平之子）、马凯、徐文连（徐海东之子）、孔栋（孔原之子）、戴小明（戴克明之子）、周坚（周士第之子）、刘源（刘少奇之子）、徐小岩（徐向前之子）、薄熙永（薄一波之子）、薄熙来（薄一波之子）、赵胜利、王向荣、张小刚（张际春之子）、刘辉宣（刘大礼之子）、徐晓东（徐邃志之子）、郭冀豫（郭永彪之子）、董志雄（董秋斯之子）、张晓翔（张友恒之子） |
| 北京六中     | 董良翮（董必武之子）、栗胜利、盛鲁阳（后为谭家述女婿）、杨振峰、姜晋南（姜殿富之子）、雷进、王晓军、王冒明（王家扬之子）、罗小明（罗舜初之子）、傅前进（傅继泽之子）、朱支前（朱理治之子）、陈晓伦（陈远坡之子）、俞跃达、桑水生、宋春毅、金亚利、陈荫林、段宏瑞、鲍陕安、马学达、柳永福、萧怀青                                                                                             |
| 北京八中     | 陈小鲁（陈毅之子）、朱松滨（朱虚之之子）、李勇（李富春外孙）、郝延塔（郝苏之子）、王鲁军（王力之子）、罗旭东（罗洪标之子）、吴新潮（吴法宪之子）、杨树东（杨永松之子）、计三猛（计明达之子）、陈海洋、李大震（后为朱瑞女婿）、莫安临（莫文骅之子）、王东胜（王屏之子） |
| 北京女一中   | 张梅妹（张鼎承之女，后为孔栋之妻）、李紫阳（李先念之女） |
| 北师大女附中 | 邓榕（邓小平之女）、刘亭（刘少奇之女） |
| 北京女三中   | 张兰兰（张文舟之女），周稚英（周浣白之女）、赵卫平、谢南萍、王彬彬、桑慧敏、刘南南、南新志（南汉宸之女）、王新平 |
| 北京四十一中 | 戈平亮、张北英（张启仁之子）、张海生（张执一之子）、何迪（何康之子）、苏晓林（苏静之子）、梁其望（梁军之子） |
| 北京十三中   | 粟寒生（粟裕之子） |
| 北京丰盛学校 | 滕久昕（滕代远之子）、兰小兵、骆小峰 |

## 评价
刘辉宣：“如果说毛主席的光辉强烈地照射着海淀红卫兵，那么在城区红卫兵，像四中、六中、八中这几个重点学校，则一直有一个人的身影在浮动，这个人就是周总理。”
一些评论者指出“西纠”这个词存在两个不同的指向，一个是在8月25日正式成立的“西纠”组织，一个是当时西城区所有的中学红卫兵，两者存在区别。还有人指出“西纠”本身是一个松散、失控的组织，其上层对下层并没有什么约束力。
关于“西纠”是否应为“红八月”的屠杀负主要责任，存在着不同的意见：
- “西纠”作为一个整体，许多成员参与了对“黑五类”、学校老师的残酷暴力行为，“红八月”屠杀中西城区死亡人数相当于其他区总和，“西纠”需要对此负责[52]。
- “西纠”作为组织，其目的是为了维护秩序，发布的通令多是为了抑制混乱，保护了宋庆龄、何香凝、郭沫若、傅作义等人的住所安全，是有历史功绩的[53]。
- 曾于1966年12月26日在“首都中学批判资产阶级反动路线誓师大会”上作主题发言[54]，批评“西纠”的北京四中“造反派”红卫兵王祖锷在多年后称[55]：“西纠对红卫兵抄家武斗、草菅人命的暴行有抑制作用”；“西纠与联动有区别”。
- 关于大兴事件，昌平区委党史办公室编写的《十年动乱中的昌平》中提及中越公社派出所8月27日召集的会议上曾经宣读和印发“西纠”的“以血偿血，以命抵命”传单。但该传单到底是来自“西纠”总部，还是来自“西纠”成员组织，或者仅仅是误传误记，目前还无法确证。如果该传单确系来自“西纠”总部，那么当事人反复强调“西纠讲政策”的叙述需要重新认识[56]。
- 亲自发动文化大革命，多次严厉批评文化教育界，在“红八月”期间接见红卫兵，禁止军队、警察约束红卫兵的毛泽东，以及让派出所和街道清查、遣返“黑五类”，为红卫兵提供抄家名单的公安部长谢富治等人需要为屠杀负责[30]。 红卫兵“都被街道和派出所那些人当枪使了”[42]。